# 大龍寺 (品川区)
大龍寺（だいりゅうじ）は、東京都品川区南品川にある黄檗宗の寺院。山号は瑞雲山。木造釈迦三尊像、木造伽藍神倚像等の品川区指定文化財を多数所蔵する。

## 歴史
寛正4年（1463年）覚阿が創建した時宗の明王山東光院が起源。近くの長徳寺歴代住職の隠居所となっていたが、次第に衰微していった。末期には閻魔堂を残すのみとなっていた。
元禄16年（1703年）、時宗大本山の清浄光寺の了解を得た上で、黄檗宗僧侶の百泉が明国の渡来僧慧林（百和泉譲受隠元の弟子）を開山に黄檗宗に改宗し、寺号も瑞龍山大龍寺に改めた。開基は藤堂伊予守良直。

## その他
- 時宗時代に建立された閻魔堂は、黄檗宗改宗時に長徳寺に移された。

## 交通アクセス
- 新馬場駅より徒歩6分（経路案内）。

## 参考資料
- 「品川宿 南品川宿上」『新編武蔵風土記稿』 巻ノ53荏原郡ノ15、内務省地理局、1884年6月。NDLJP:763982/82。
- 平野栄次 著『品川区史跡散歩 (東京史跡ガイド9)』学生社、1993年